# وست پننارد
وست پننارد (به انگلیسی: West Pennard) یک روستا و محله مدنی در بریتانیا است که در مندیپ واقع شده‌است. وست پننارد ۶۷۰ نفر جمعیت دارد.